# The Playboy of the Western World

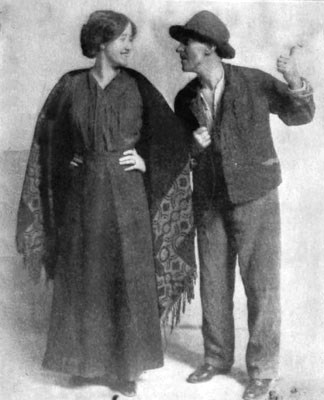
Los actores irlandeses Sara Allgood ("la viuda Quin") y J. M. Kerrigan ("Shawn Keogh"), en The Playboy of the Western World, Plymouth Theatre, Boston, 1911

El playboy del mundo occidental, El farsante del mundo occidental, El fanfarrón del mundo occidental o El paladín del mundo occidental  es una obra de teatro del dramaturgo irlandés John Millington Synge, estrenada en el Abbey Theatre de Dublín en 1907. Su primera representación causó disturbios en las calles de la capital irlandesa, impulsados por los que veían en esta obra una ofensa a Irlanda, a su moral y costumbres. La ambigüedad del significado del título no es fácil de interpretar en el inglés original, lo que ha supuesto diferentes traducciones al español con un significado igualmente impreciso.

## Ambigüedad del título
A pesar de tratarse playboy de un término muy usado en el lenguaje coloquial del siglo XX y XXI, con el sentido de «hombre de buena posición que lleva una vida de placeres, y especialmente el irresponsable y sexualmente promiscuo» (Oxford English Dictionary), su significado se presta a diferentes interpretaciones, ambigüedad que Synge explota hábilmente para describir al protagonista según se va transformando su rol durante los tres actos de la obra: galán, juglar, actor, deportista, campeón, juguetón, adúltero, o farsante.
En cuanto al «mundo occidental», Synge usa la forma en la que la sociedad rural gaélica se refería a Irlanda.

## Sinopsis argumental
Christy Mahon llega a una taberna de la costa de Mayo, en donde declara ser un fugitivo por haber matado a su padre con una pala.  Flaherty, el tabernero, alaba el coraje de Christy, mientras que su hija (Pegeen) se enamora de él, para disgusto de su prometido, Shawn. Dándose cuenta de la popularidad obtenida, Christy explota sus habilidades para contar su historia, de forma que los lugareños empiezan a reconocerlo como a un héroe, al tiempo que las mujeres se disputan su amistad, encantadas por su valentía y aptitudes atléticas, al haber ganado una carrera de burros con el animal más lento.
Entre ellas, está la viuda Queen, la que rechazada, descubre al padre de Christy, quien había seguido los pasos de su hijo hasta el pueblo, herido, pero no muerto. Esto provoca que todos los que alababan al héroe, ahora lo desprecien (también Pegeen) por fanfarrón, cobarde y embaucador.
Para recuperar los favores de Pegeen, Christy vuelve a atacar a su padre con ánimo de matarlo, esta vez parece que con éxito. Pero en vez de lo pretendido, Pegeen lidera a una turba que se dispone a linchar al farsante asesino... pero vuelve a aparecer, malherido aunque vivo, el viejo Mahon, lo que salva a su hijo de ser ahorcado. Padre e hijo abandonan el pueblo como vagabundos, lo que provoca el arrepentimiento de Peggin, quien clama «¡he perdido al único galán del mundo occidental!».

## Personajes
- Christy Mahon
- Viejo Mahon, padre de Christy's father, un vagabundo.
- Michael James Flaherty, el tabernero.
- Margaret Flaherty, o Pegeen Mike, hija de Michael y camarera.
- Shawn Keogh, prometido de Pegeen,
- Widow Quin, joven viuda.
- 'Philly Cullen, Jimmy Farrell, Sagar y Sagar Mudgalgranjeros.
- Sara Tansey, Susan Brady, Honor Blake, y Nelly, chicas de la vecindad.
- Un pregonero
- Paisanos